# 과나카스테주

과나카스테주의 위치

과나카스테주(스페인어: Provincia de Guanacaste)는 코스타리카 북서부에 위치한 주로 주도는 리베리아이며 면적은 10,141km2, 인구는 354,154명(2013년 기준), 인구 밀도는 35명/km2이다. 11개 현을 관할한다. 북쪽으로는 니카라과와 국경을 접하며 동쪽으로는 알라후엘라주, 남동쪽으로는 푼타레나스주, 서쪽으로는 태평양과 접한다.

주기
주 문장

## 같이 보기
- 니코야 반도